# Carolyn Cole
Carolyn Cole, född den 24 april 1961, är en fotojournalist som arbetar för Los Angeles Times. 2004 vann hon Pulitzer Prize for Feature Photography för ett reportage om Monrovia, huvudstaden i Liberia.

## Karriär
Cole påbörjade sin karriär som journalistisk fotograf 1986 vid El Paso Herald-Post. Nästa tidning hon jobbade för var The San Francisco Examiner. Därefter arbetade hon som frilansande fotograf i Mexiko där hon fick sina uppdrag från olika dagstidningar och magasin, inklusive The Los Angeles Times, The Detroit Free Press och BusinessWeek. 1992 fick hon en tjänst vid The Sacramento Bee och två år senare bytte hon till Los Angeles Times. 
2002 bevakade hon belägringen av Födelsekyrkan i Betlehem, vilken hade ockuperats av militanta palestinier. Den andra maj gick hon, tillsammans med en grupp fredsaktivister, in i byggnaden i solidaritet med palestinierna. Under de nio dagar som följde jobbade hon inifrån kyrkan som fotojournalist för The Times. För de fotografier hon tog blev hon sedermera nominerad för Pulitzerpriset i kategorin fotojournalistik
Under sommaren 2003 begav hon sig till Monrovia, Liberias huvudstad, under en tidpunkt då rebeller omgav staden och krävde president Charles Taylors avgång. För de fotografier hon tog vann hon Pulitzerpriset 2004 "for her cohesive, behind-the-scenes look at the effects of civil war in Liberia, with special attention to innocent citizens caught in the conflict." Hon fick också utmärkelsen George Polk Award (2003) för dessa foton.